# Cirkus (film, 1928)
Cirkus (anglicky The Circus) je americký němý film z roku 1928. Snímek režíroval Charlie Chaplin a sám si zahrál i hlavní roli Tuláka, který se při útěku před strážníky zaplete do cirkusového představení. Majitel cirkusu mu nabídne místo klauna, ale ukazuje se, že Tulák nedokáže být směšný, pokud se o pobavení publika cíleně pokouší.
Natáčení tohoto filmu bylo asi nejobtížnější v celé Chaplinově kariéře. Provázelo ho velké množství problémů včetně požáru studia. V roce 1928 nečekaně zemřela Chaplinova matka, do průběhu natáčení negativně zasáhl i režisérův bouřlivý rozvod.
Cirkus byl divácky velmi oblíben a stal se sedmým nejvýdělečnějším němým filmem v historii, když jen v roce 1928 vydělal 3,8 milionů dolarů. Přesto však nedokázal překonat zisk předchozího Chaplinova filmu Zlaté opojení z roku 1925.

## Děj
Cirkusové představení je v plném proudu, ale ochozy jsou poloprázdné a je evidentní, že se diváci příliš nebaví. Rozlícený majitel zle vyčítá krasojezdkyni, která je jeho nevlastní dcerou, nepodařený skok a vyhrožuje jí, že půjde spát bez večeře. Vyčiní i skupině klaunů, kteří nedokážou pobavit publikum.
Tulák, hladový a bez peněz, mezitím bloumá v zábavním parku v okolí cirkusu. Shodu náhod je, ač nevinen, považován za kapesního zloděje. Následuje groteskní honička strážníků s Tulákem i pravým pachatelem krádeže. Nakonec pronásledovaný Tulák vběhne do cirkusu právě uprostřed představení a je při svém úprku před strážníky tak komický, že do té doby znuděné obecenstvo bouří nadšením. Majitel cirkusu mu nabídne stálou práci a domluví si na následující ráno zkoušku. Při té však Tulák naprosto selhává a je zřejmé, že cíleně pobavit publikum nedokáže.
Krátce poté z cirkusu odchází parta stavěčů, už delší dobu nedostali zaplaceno. Majitel urychleně shání náhradu a domluví se s Tulákem alespoň na této práci. Později se Tulák opět nedopatřením zamotá do představení a opět sklízí ohromující úspěch. Majitel rozpozná, jakého pokladu se mu v Tulákovi dostalo, ale neprozradí mu, že se stal hlavní hvězdou představení a ponechá ho při špatně placené práci stavěče.
Tulák postupně naváže přátelství s krasojezdkyní Mernou, která je častým terčem hrubého chování svého nevlastního otce. Merna Tulákovi prozradí, že právě on je hlavní hvězdou představení a hlavním důvodem, že se cirkusu náhle daří lépe. Tulák se o svou kamarádku stará, poskytuje jí jídlo, které jí majitel někdy za trest odpírá, a je zřejmé, že jeho city k ní už nejsou pouze přátelské.
Věštkyně sdělí Merně, že ji čeká láska a manželství s pohledným černovlasým mužem, který je v její blízkosti. Tulák jejich rozhovor náhodně vyslechne a pln radosti koupí od jednoho z klaunů prsten. Bohužel se vzápětí ukáže, že oním vyvoleným je mladý provazochodec Rex, který se právě připojil k cirkusu. Tulák se zlomeným srdcem už není schopen bavit publikum a dostává od majitele jasné varování – jeden neúspěch bude znamenat vyhazov.

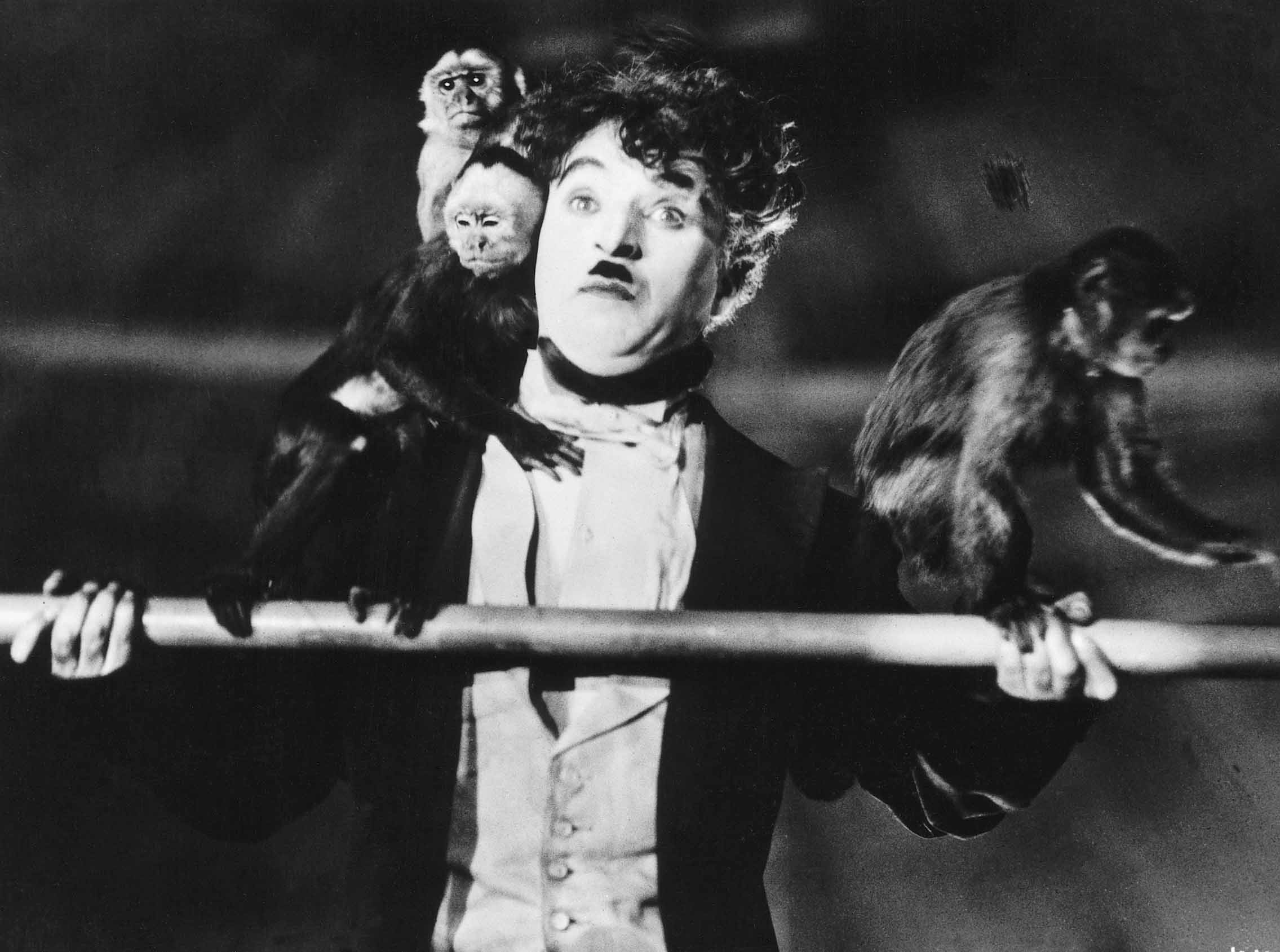
Tulák s dotírajícími opicemi během provazolezeckého vystoupení

Před začátkem provazolezeckého výstupu není Rex nikde k nalezení a majitel donutí Tuláka, aby vystoupil místo něj. Ví, že Tulák chůzi na laně tajně trénoval, aby udělal dojem na Mernu a vyrovnal se Rexovi. Navzdory mnoha lapáliím přežije Tulák svůj výstup ve zdraví a dostává se mu zaslouženého aplausu. Když ale později vidí majitele, jak udeřil Mernu, tak ho napadne a dostává okamžitou výpověď.
Merna uteče z cirkusu a připojí se k Tulákovi. Ten vidí bezvýchodnost situace a rozhodne se ustoupit svému sokovi v lásce. Vyhledá Rexe a zařídí oběma mladým lidem svatbu. Když se všichni vrací do cirkusu, tak se majitel opět zle osopí na svou nevlastní dceru, ale Rex ho vzápětí zpraží, že toto si k jeho manželce nebude dovolovat.
Cirkus odjíždí a novomanželé vybízejí Tuláka, aby odcestoval s nimi a nastoupil do posledního vozu, který je pro něj vyhrazen. Karavana vozů zvolna odjíždí, Tulák však nechá všechny přejet a osamocen zamíří volnou chůzí do neznáma...

## Obsazení
- Charlie Chaplin jako Tulák
- Al Ernest Garcia jako majitel cirkusu
- Merna Kennedy jako Merna, majitelova nevlastní dcera a akrobatka
- Harry Crocker jako Rex, provazochodec
- George Davis jako kouzelník
- Henry Bergman jako starý klaun
- Tiny Sandford jako šéf stavěčů

## Produkce

### Předprodukce

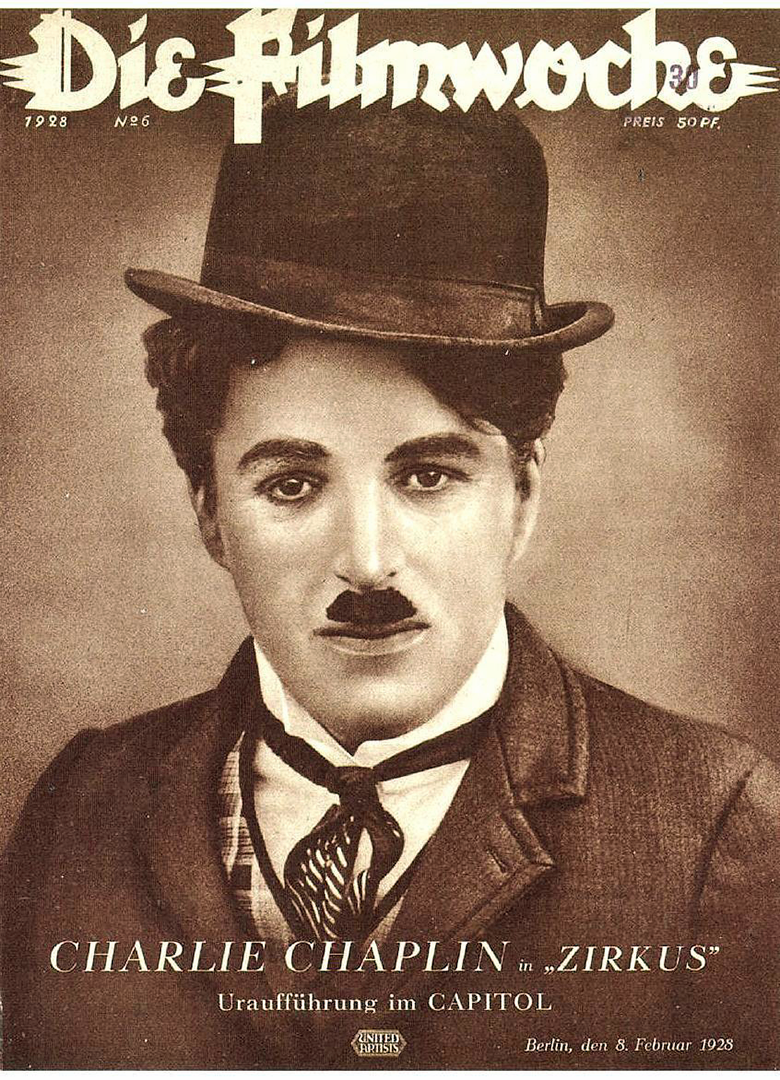
Jeden z dobových plakátů

Chaplin rozvíjel úvahy o natočení filmu z cirkusového prostředí již od roku 1920. Na konci roku 1925 odjel z New Yorku do Los Angeles, aby začal přípravné práce ve svých studiích. Nosnou ideou příběhu byl milostný trojúhelník; tuto zápletku Chaplin již dříve použil ve filmu Chaplin šumařem. Chaplin byl dlouholetým obdivovatelem francouzského komika Maxe Lindera a často se nacházel inspiraci v jeho filmech. Někteří kritici poukazovali na značnou podobnost s Linderovým filmem Der Zirkuskönig.

### Výroba
Natáčení začalo 11. ledna 1926 a většina prací byla hotova do konce listopadu. Filmování však provázely mnohé problémy. Po měsíci prací se ukázalo, že negativ filmu je poškrábaný, a bylo nutno provést náročné restaurátorské práce pro jeho záchranu. V září zachvátil Chaplinova studia velký požár, který zdržel natáčení o další měsíc.

## Přijetí a kritika
Film měl premiéru v New Yorku 6. ledna 1928 v paláci filmu Strand Theatre na Manhattanu, a poté 27. ledna v Los Angeles v Grauman's Chinese Theatre. Toto období bylo zároveň faktickým začátkem zvukové éry v dějinách filmu, když první zvukový film Jazzový zpěvák měl premiéru jen o měsíc dříve.
Cirkus byl velmi dobře přijat jak veřejností, tak odbornou kritikou. Film vydělal jen za rok 1928 celkem 3,8 milionů dolarů, čímž se stal sedmým nejvýnosnějším němým filmem v historii. Přestože výnosy z promítání byly poměrně vysoké, tak film vydělal méně než předchozí Chaplinův film Zlaté opojení z roku 1925. Někteří kritici považují právě tyto dva filmy za nejlepší z celé Chaplinovy filmografie.